# Niccolò Arrighetti (Schriftsteller)
Niccolò Arrighetti (* 11. November 1586 in Florenz; † 29. Mai 1639 ebenda) war ein italienischer Schriftsteller.

## Leben
Niccolò Arrighetti widmete sich Studien der Philosophie Platons, zeichnete sich aber auch als Mathematiker und Literat aus. Er war ein Schüler und Freund von Galileo Galilei. Ferner war er Mitglied der Accademia Fiorentina, deren Konsul er 1623 als Nachfolger Galileis wurde, sowie der Accademia della Crusca. Er verfasste einen Panegyrikus auf Filippo Salviati (Delle lodi del signore Filippo Salviati, Florenz 1614) sowie eine Lobrede anlässlich des Todes des Großherzogs Cosimo II. der Toskana (Delle lodi di Cosimo II, Granduca di Toscana, Florenz 1621) und eine weitere für das Begräbnis von Cosimos Witwe Maria Magdalena von Österreich (Orazione recitata al serenissimo Granduca di Toscana Ferdinando II, nell’ esequie della Granduchessa sua madre, Florenz 1631). Alle diese Reden wurden ebenso in die Prose Fiorentine aufgenommen wie Arrighettis cicalate – halb ernste, halb heitere Abhandlungen, wie sie damals beliebt waren – über Gurken und Torten.
Er war wie sein Cousin Andrea Arrighetti, ein Schüler von Benedetto Castelli und als Ingenieur Oberaufseher der Festungen der Toskana, 1630 in Dispute um eine Flussbegradigung zwischen Galilei-Schülern und Galilei selbst einerseits (die mit zweifelhaften physikalischen Argumenten dagegen waren) und dem Ingenieur Alessandro Bartolotti andererseits verwickelt. Bartolotti war für eine Begradigung eines Nebenflusses des Arno, um Überschwemmungen zu begegnen, die Arrighettis, Mario Guiducci und Galilei dagegen.
Arrighetti gehörte zu den Gründungsmitgliedern der Accademia Platonica, die vom Großherzog Ferdinando II. de’ Medici und dem Prinzen und nachmaligen Kardinal Leopoldo de’ Medici 1638 wiedererrichtet wurde. Er verfasste und hielt die Antrittsrede anlässlich der Neueröffnung der Akademie (Orazione di Niccolò Arrighetti fatta da lui nel dar principio a spiegar Platone, al Serenissimo Principe Leopoldo di Toscana). Damals übersetzte er auch Platons Dialoge ins Toskanische, um über diese Vorlesungen halten zu können. Kurz vor Abschluss dieser Arbeit ereilte ihn aber 1639 der Tod. Er hatte auch zahlreiche Werke in Prosa und Versform als Manuskripte hinterlassen. Sein Neffe Carlo Dati hielt am 13. Mai 1643 in der Accademia della Crusca eine Lobrede auf ihn.